# Cannonball (песня Дэмьена Райса)
«Cannonball» — песня, написанная и исполненная ирландским фолк-певцом Дэмьеном Райсом. Она была выпущена в качестве второго сингла из его дебютного студийного альбома O.
Трек был выбран в качестве «песни победителя» в восьмом сезоне британского шоу The X Factor. Став победителями шоу, Little Mix выпустили кавер на песню 11 декабря 2011. Кавер-сингл мгновенно возглавил чарты Великобритании и Ирландии.

## Релиз
В Ирландии CD-сингл был выпущен в мае 2002 года на собственном лейбле Дэмьена Райса «Damien Rice Music».
В Британии сингл был выпущен в октябре 2003 на лейбле «14th Floor Records» на стандартном CD-сингле и CD-Extra, который включал в себя эксклюзивную песню «Moody Monday» и клип на «Cannonball». Он был упакован в картонный конверт с плакатом.
5 июля 2004 сингл был переиздан с дополнительным DVD, содержащим два ремикса на сингл и интервью.

## Список композиций
Ирландский CD
1. «Cannonball» (Single Version)
2. «Lonelily» (Original Demo)
3. «Woman Like a Man» (Live Unplugged)
4. «Cannonball» (Instrumental Album Version)

Британский CD
1. «Cannonball» (live)
2. «Amie» (live)
3. «The Blower’s Daughter» (live)

Британский CD Extra
1. «Cannonball» (Radio Remix)
2. «Moody Monday»
3. «Cannonball» (Video)

## Чарты
| Чарт (2003)                                   | Позиция |
| --------------------------------------------- | ------- |
| Британский чарт (The Official Charts Company) | 32      |
| Чарт (2004)                                   | Позиция |
| Ирландский чарт (IRMA)                        | 21      |
| Британский чарт (The Official Charts Company) | 19      |
| Чарт (2011)                                   | Позиция |
| Ирландский чарт (IRMA)                        | 13      |
| Британский чарт (The Official Charts Company) | 9       |

## Версия Little Mix
В 2011 году британская гёрл-группа Little Mix записала кавер на «Cannonball» в качестве песни победителя восьмого сезона британского шоу «The X Factor». После того, как Little Mix были объявлены победителями, их сингл поступил в продажу 11 декабря 2011 года. Little Mix, заняв первое место, исполнили песню на финале восьмого сезона «The X Factor». Маркус Коллинз, занявший второе место, и Амелия Лили, ставшая третьей, также предварительно записали в студии свои версии сингла. За несколько дней до финала, HMV на своём сайте открыл предзаказ на версию Амелии Лили. Позже представители HMV принесли свои извинения, сославшись на технические неполадки.
«Cannonball» дебютировал под номером один в официальном чарте синглов Великобритании, став самым продаваемым синглом 2011 года, но так и не побил рекорд продаж 2004 года. На следующей неделе с первого места его сместил сингл группы «Military Wives», и хотя «Cannonball» был продан в количестве 390 000 копий в конце 2011, он занял только 41 место в списке самых продаваемых синглов 2011 года (продано на 17 000 меньше, чем «Lego House» Эда Ширана).

### Отзывы критиков
В позитивной рецензии Роберт Копси из «Digital Spy» дал песне три звезды из пяти, подметив, что Little Mix удачно изменили музыку оригинала.

### Музыкальное видео
Клип на «Cannonball» был выложен на официальном канале Little Mix на Vevo 20 декабря 2011. В видео включены лучшие моменты Little Mix на «The X Factor» и их исполнение сингла в финале шоу.

### Список композиций
| №  | Название                     | Длительность |
| -- | ---------------------------- | ------------ |
| 1. | «Cannonball»                 | 3:25         |
| 2. | «Little Mix - Audio Message» | 0:22         |

| №  | Название                                        | Длительность |
| -- | ----------------------------------------------- | ------------ |
| 1. | «Cannonball»                                    | 3:25         |
| 2. | «Super Bass» (выступление наX Factor)           | 2:26         |
| 3. | «E.T.» (выступление на X Factor)                | 2:13         |
| 4. | «Don’t Let Go (Love)» (выступление на X Factor) | 2:33         |